# Хотько, Анатолий Николаевич
Анатолий Николаевич Хотько (бел. Анатоль Мікалаевіч Хацько, род. 17 августа 1974, Слуцкий район, Белорусская ССР, СССР) — белорусский государственный деятель, зоотехник, юрист, управленец предприятиями агропромышленного комплекса. Министр сельского хозяйства и продовольствия Республики Беларусь с 2 апреля 2019 года по 16 марта 2020 года.

## Биография
Родился Анатолий 17 августа 1974 года в деревне Буда-Гресская, Слуцкий район. Долгое время работал главным зоотехником на различных предприятиях Минской области. В 2006 году стал заместителем генерального директора ОАО «Минскоблхлебопродукт», позже, в 2007 году был повышен до должности генерального директора. В 2016 году работал генеральным директором Белорусского государственного объединения по племенному животноводству «Белплемживобъединение». В период с 2 апреля 2019 года по 16 марта 2020 года занимал должность Министра сельского хозяйства и продовольствия Республики Беларусь.С 2021 года по настоящее время занимает пост директора филиала Белорусского государственного технологического университета Белорусский государственный колледж промышленности и строительных материалов. 

### Образование
- В 1996 году окончил Белорусскую государственную сельскохозяйственную академию.
- Дважды, в 2006 и 2019 годах оканчивал Академию управления при Президенте Республики Беларусь.